# Newnham College
Newnham College – college żeński działający w ramach Uniwersytetu Cambridge. Założył go w 1871 r. Henry Sidgwick. Był to drugi żeński college Uniwersytetu Cambridge, pierwszym był Girton College.

## Kobiety na uniwersytecie
Pomysł, aby kobiety studiowały na uniwersytecie, pojawił się po raz pierwszy w XIX wieku. Był wyszydzany, jednak rozwijano go. W 1868 r. Komisja Egzaminacyjna Uniwersytetu Cambridge (Cambridge's Local Examinations Board) po raz pierwszy zezwoliła kobietom na przystąpienie do egzaminów. Konkretne zmiany zaszły na uniwersytecie dopiero po utworzeniu pierwszych żeńskich college’ów: Girton College (1869) i Newnham College. Wtedy to zezwolono kobietom uczęszczać na wykłady, aczkolwiek było to uzależnione od woli wykładowców. Od 1881 r. kobietom pozwolono przystępować do egzaminów uniwersyteckich i w rezultacie od 1921 r. uzyskiwały tytularny tytuł zawodowy, jednakże dopiero od 1947 r. przyznawano kobietom właściwe tytuły zawodowe, a od 1958 r. były traktowane na równi z mężczyznami. W 1954 r. powstał trzeci żeński college – New Hall College. Założony w 1964 r. Darwin College został pierwszym college'em koedukacyjnym. Od 1972 r. trzy męskie college'e: (Churchill College, Clare College i King’s College) zaczęły przyjmować kobiety. Uniwersytet Cambridge nie ma obecnie żadnych męskich college’ów, Girton College stał się koedukacyjny, a Newnham College i New Hall College pozostały żeńskie.
Swój wkład w rozwój uczelni dla kobiet miał również angielski matematyk Arthur Cayley – przez pewien czas był przewodniczącym Rady College'u.
Newnham College przyciąga liczne grono studentek, które nie chcą lub nie mogą studiować (np. z powodów kulturowych czy religijnych) w college'ach koedukacyjnych.
W 1928 r. Virginia Woolf wygłosiła z serię wykładów wa Newnham College i Girton College, znalazły one odzwierciedlenie w eseju Własny pokój (A Room of One's Own).
Newnham College stał się inspiracją do utworzenia University Women’s College na Uniwersytecie w Melbourne.

## Historia
Obecność kobiet na Uniwersytecie Cambridge jest w dużej mierze wynikiem pionierskiej pracy, którą podjął Henry Sidgwick, utylitarystyczny etyk i ekonomista, członek Trinity College. Wspólnie z Anne Clough – pierwszą dyrektor college'u i Eleanor Balfour (przyszłą żoną Sidgwicka) Sidgwick nabył w 1871 r. budynek przy Regent Street 74, gdzie mieszkało na stancji pięć studentek. Chciały uczęszczać na wykłady, jednak mieszkały na tyle daleko, że nie były w stanie dojeżdżać. Rok później przeniesieno Merton House na ulicę Queen’s Road, a w 1875 r. wzniesiono pierwszy budynek college'u na placu przy dzisiejszej Sidgwick Avenue, obecnie nazywany Old Hall. Pomiędzy 1875 r. a 1910 r. powstały jeszcze trzy budynki. Wszystkie te budynki projektował Basil Champneys w stylu królowej Anny. Usytuowane są na obszarze najbardziej atrakcyjnych ogrodów w Cambridge, wyjątkowo pięknych, a w dodatku można chodzić po ich trawie przez większą część roku (w przeciwieństwie do większości college’ów Uniwersytetu Cambridge).
Newnham College miał też własne laboratoria, ponieważ kobiety nie były wpuszczane do laboratoriów uniwersyteckich. Obecnie mieści się w nich m.in. biblioteka. Biblioteka ta była podstawowym źródłem wiedzy i wiadomości naukowych, jako że kobietom broniono wstępu do głównej biblioteki uniwersyteckiej. Jest ona jedną z największych bibliotek w Cambridge.
Newnham oferował rozmaite programy nauczania dostosowane do słuchaczek, które zwykle nie były tak starannie wykształcone jak mężczyźni. Jednakże Girton College, który przyjmował kobiety na tych samych zasadach, stosował te same programy nauczania co w męskich college'ach. Mimo to mężczyźni zwykle uzyskiwali tytuł zawodowy po trzech latach studiów, natomiast nie wszystkim studentkom Newnham College udawało się ukończyć studia po czterech latach nauki.

## Przyszłość
W związku z przekształcaniem się ostatnich męskich college’ów Uniwersytetu Cambridge w koedukacyjne w latach 70. i 80. padło nieuniknione pytanie, czy to samo czeka college żeńskie. Nie wydaje się to prawdopodobne, zważywszy na reputację Newnham College i zasługi dla obecności kobiet na uniwersytecie.

## Wykładowcy
Na Newnham College wykładali m.in.:
- Elizabeth Anscombe – filozof
- Germaine Greer – pisarka
- Joan Robinson – ekonomistka

## Studentki
Jedną ze studentek Newnham College była por. pil. Jadwiga Piłsudska, pilotka z czasów II wojny światowej, córka Józefa Piłsudskiego. Studiowała architekturę od 1940 r. Przerwała studia, aby wstąpić do Air Transport Auxiliary – służby pomocniczej Royal Air Force. Powróciła na studia w 1944 r., ale już do Polskiej Szkoły Architektury przy Uniwersytecie w Liverpoolu.
Inne znane studentki Newnham College:
- Antonia Byatt – pisarka
- Margaret Drabble – pisarka
- Rosalind Franklin – biolog i genetyk
- Jane Goodall – antropolog i prymatolog
- Germaine Greer – pisarka
- Patricia Hewitt – polityk, minister
- Miriam Margolyes – aktorka
- Iris Murdoch – pisarka i filozof
- Cecilia Payne-Gaposchkin – astronom
- Sylvia Plath – poetka  i pisarka
- Emma Thompson – aktorka i scenarzystka
- Olivia Williams – aktorka